# 테라스 하우스 (텔레비전 프로그램)
《테라스 하우스》(テラスハウス)는 일본의 텔레비전 프로그램 시리즈이다. 2012년 처음 방송되어 2020년까지 5개의 시리즈가 방송되었으며, 1개의 극장판이 개봉하였다. 처음 만나는 세 남자와 세 여자의 한 지붕 아래 셰어하우스 생활 및 사랑을 그린 리얼리티 방송이다.

## 시리즈
- 《테라스 하우스》 (TERRACE HOUSE BOYS×GIRLS NEXT DOOR)
- 《테라스 하우스: 도시남녀》 (TERRACE HOUSE BOYS & GIRLS IN THE CITY)
- 《테라스 하우스: 하와이편》 (TERRACE HOUSE ALOHA STATE)
- 《테라스 하우스: 새로운 시작》 (TERRACE HOUSE OPENING NEW DOORS)
- 《테라스 하우스: 러브 인 도쿄》 (TOKYO 2019-2020)

## 사건
2020년 5월 23일, 《테라스 하우스: 러브 인 도쿄》 출연진 중 한 명 이었던 프로레슬러 기무라 하나가 사망하였다. 사인은 자살로 밝혀졌으며, 2020년 1월 방송분 이후로 매일같이 악플에 시달렸다고 한다. 후지 TV는 5월 27일 《테라스 하우스: 러브 인 도쿄》의 제작과 방송을 중지한다고 발표하였다.

## 같이 보기
- 짝
- 하트시그널